# Dendrophthora macrostachya
Dendrophthora macrostachya là một loài thực vật có hoa trong họ Santalaceae. Loài này được (Spreng.) Eichler mô tả khoa học đầu tiên năm 1868.